# Blepharella xanthaspis
Blepharella xanthaspis là một loài ruồi trong họ Tachinidae.